# Théorie de l'oralité

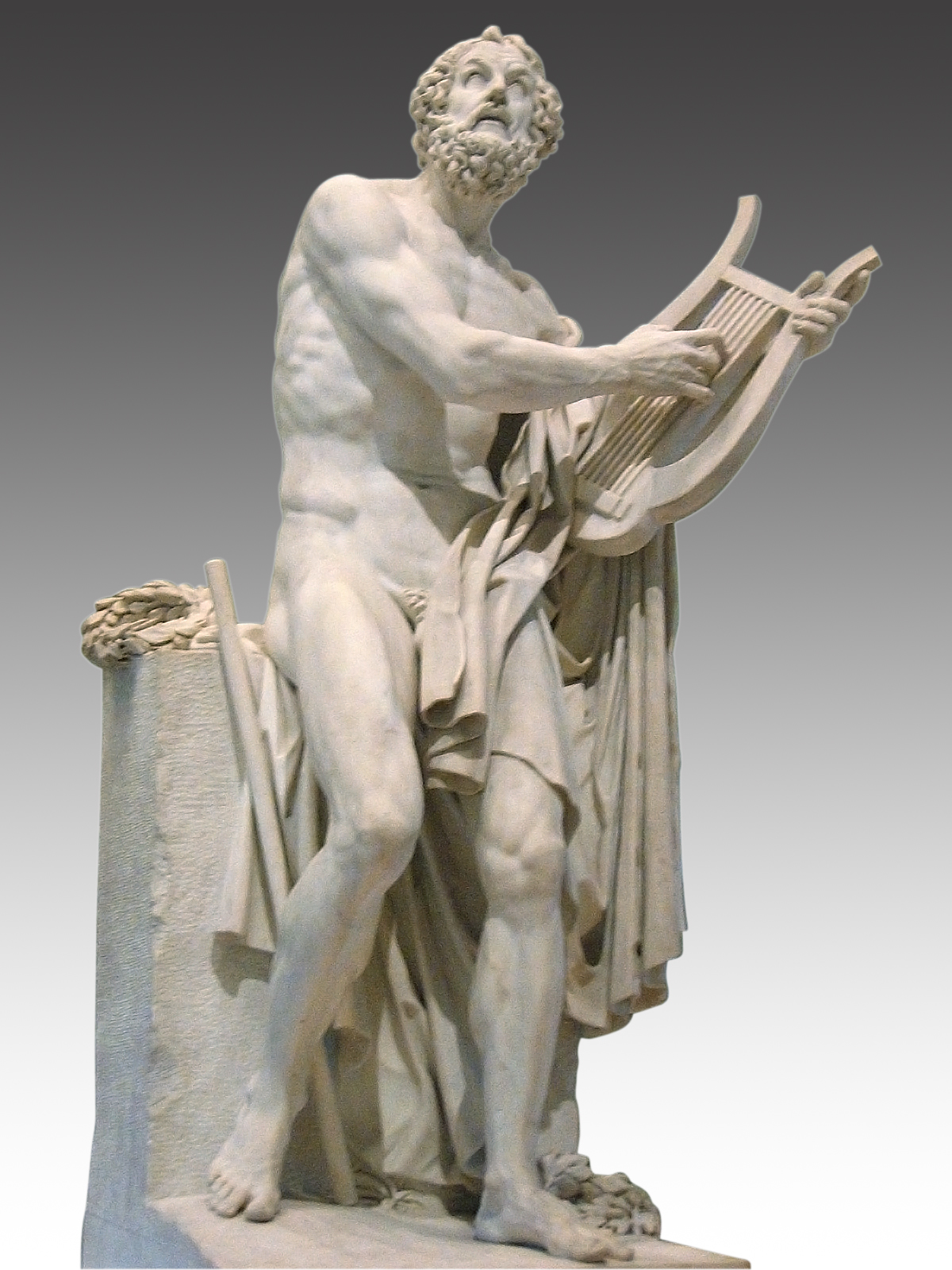
Homère (1812), par Philippe-Laurent Roland, musée du Louvre.

La théorie de l'oralité ou « théorie oraliste » (en anglais oral-formulaic theory ou Parry/Lord thesis du nom de ses deux initiateurs) est une théorie développée pour l'étude des épopées d'Homère par le philologue américain Milman Parry dans les années 1930, et selon laquelle les épopées homériques auraient été élaborées dans le cadre d'une tradition orale utilisant un système de composition formulaire permettant aux aèdes d'improviser directement les vers de leurs poèmes devant leur public, le tout sans aucun recours à l'écriture. Dès l'origine, il s'agit d'une approche comparatiste, puisqu'elle résulte d'une application au texte homérique d'hypothèses formulées d'après l'étude des épopées serbo-croates ; par la suite elle a été élargie à d'autres cultures et à d'autres genres littéraires.

## Du système formulaire au «chanteur d'histoires»
Milman Parry fonde cette théorie sur deux fondements principaux : sa découverte récente des formules chez Homère et les voyages en Yougoslavie qu'il effectue au début des années 1930 en compagnie de son assistant Albert Lord.
Jean Rychner, un médiéviste suisse, décrit son fonctionnement, dans le cas de la composition des épopées médiévales. Un jongleur s'appuie sur des motifs stéréotypés, aussi bien dans le récit que dans son jeu. Ces motifs isolent certains moments, ce qui facilite la mémorisation et la construction. Pour chaque motif il y a un texte - texte rarement écrit - et une gestuelle. Une personne qui les connaît peut reproduire une chanson de mémoire même si elle ne l'a entendue qu'une fois. Par exemple, une jongleuse retiendra qu'à un moment les héros se battent, mais elle ne cherchera pas à retenir le détail du combat ; par son métier, elle sait raconter un combat, et lorsqu'elle présentera à son tour cette histoire elle développera facilement ce motif traditionnel,.

### Le système formulaire chez Homère
Les recherches que Milman Parry a menées à propos de l'épithète traditionnelle chez Homère pour sa thèse de doctorat (rédigée en français et soutenue à Paris en 1928) l'ont amené à découvrir l'existence d'un système épithétique et plus généralement de ce qu'il nomme les « formules », c'est-à-dire des expressions récurrentes employées pour exprimer une idée donnée dans des conditions métriques données, de façon systématique. Dans l’Iliade et l’Odyssée, chaque dieu ou héros est caractérisé par des épithètes homériques, comme « Héra aux bras blancs », « Ulysse aux mille tours », « Achille aux pieds rapides », etc. Parry découvre que l'existence de plusieurs formules pour un même personnage (Achille peut être « le divin Achille », « Achille aux pieds rapides », etc.) n'obéit pas à un simple désir de variété esthétique, mais constitue un outil qui permet au poète de compléter ses vers, chaque formule lui permettant de remplir une partie du vers et correspondant à une séquence métrique donnée (une suite de syllabes longues et de syllabes brèves dans l'hexamètre dactylique qui est le vers de l'épopée homérique). Ce système est nécessaire, car ces formules sont indispensables au poète pour pouvoir évoquer un personnage donné dans n'importe quelles conditions métriques, et suffisant, au sens où une seule formule suffit, dans un contexte donné, pour évoquer le personnage en question : ainsi, pour une place donnée dans le vers et une configuration métrique donnée, il n'existe qu'une seule formule permettant de mentionner un personnage donné (les doublons sont rares). Le style d'Homère est donc en partie conditionné par ce système formulaire. Parry en déduit qu'un poète seul n'a pas pu inventer un système si complexe et si efficace : il est donc le produit d'une tradition.
Dans des articles publiés en 1930-1932, Parry en vient à affirmer que la majeure partie, pour ne pas dire la totalité, de la diction d'Homère est formulaire. Cette dernière affirmation a été notablement nuancée ensuite par les travaux de son fils Adam Parry et des autres chercheurs qui ont approfondi la question.

### Les voyages en Yougoslavie

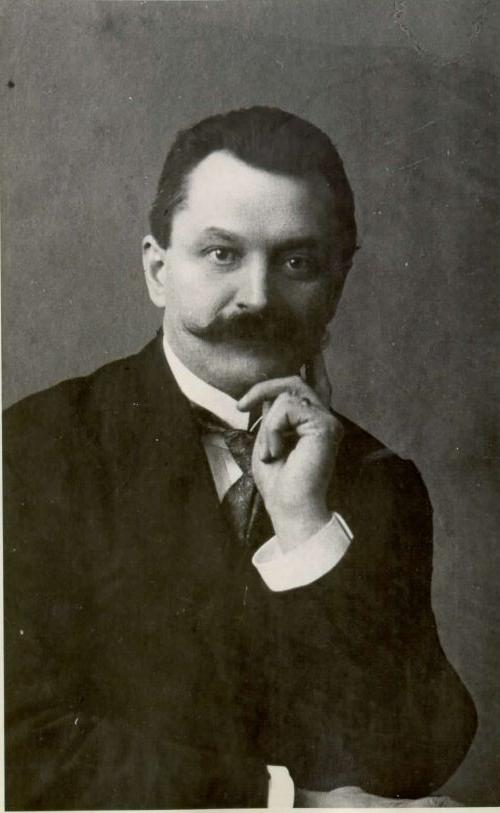
Matija Murko en 1895.

En 1933-1935, Parry entreprend avec son assistant Albert Lord une série de voyages en Yougoslavie, dans des régions où existent encore, à cette époque, des bardes capables de chanter des poèmes improvisés sur des sujets traditionnels, à l'aide d'un système de formules proche de celui qu'il vient de découvrir chez Homère. Ils inscrivent leurs recherches dans la lignée de celles de Matija Murko, qui s'y était déjà rendu pour réaliser des enregistrements de ces chants. Parry et Lord en réalisent à leur tour des enregistrements et des transcriptions écrites, ce qui leur permet d'étudier les modifications progressives d'un même chant chanté par un même barde à plusieurs semaines ou plusieurs mois d'écart. Cette étude nourrit leur perspective comparatiste et leur permet d'élaborer, dans le domaine grec, la théorie selon laquelle les poèmes d'Homère auraient été composés par un poète illettré et dont un scribe aurait réalisé une transcription écrite. Les versions parvenues jusqu'à nous ne correspondraient donc qu'à la fixation écrite du dernier état des poèmes, aboutissement d'une longue et constante transformation.
Après la mort de Parry en 1935, Albert Lord poursuit ses recherches sur l'oralité et la tradition orale et publie en 1960 The Singer of Tales, où il soutient la théorie d'une composition orale fondée sur l'improvisation directe de l'aède devant son public.

## Influence et limites de la théorie de l'oralité
La découverte du système formulaire chez Homère a profondément renouvelé les études homériques. Cependant, la théorie de l'oralité ne permet pas d'éclaircir complètement les circonstances de la composition des poèmes homériques, ni celles de leur mise par écrit, car plusieurs scénarios restent possibles. Après Milman Parry et Albert Lord, la théorie de l'oralité a été prolongée et nuancée par plusieurs autres chercheurs dans le monde, comme Adam Parry ou Gregory Nagy.
La théorie de l'oralité s'est cependant révélée féconde : elle a suscité de nombreuses recherches au cours des décennies suivantes, et a été appliquée à d'autres genres littéraires, notamment l'épopée médiévale, avec des résultats plus ou moins probants. La principale critique apportée par les travaux ultérieurs a consisté à nuancer l'opposition dressée par Albert Lord entre poésie orale et poésie écrite : les travaux ultérieurs ont montré qu'il existe, selon les cultures, toutes sortes de situations « intermédiaires ».
Cette théorie, pour féconde et intéressante qu'elle soit, est aujourd'hui battue en brèche. Elle ne concerne finalement pas ce qu'il y a d'essentiel dans l'oralité, à savoir la voix, et la présence de qui dit et de qui écoute. Elle ne se trouve pertinente que pour un corpus européen, et s'applique mal à d'autres genres que celui de l'épopée. Les études actuelles sur l'oralité concernent surtout un sujet précis, dans une société et un temps donné, et ne se présentent pas comme généralisables.